# 懷俄明州州旗
懷俄明州州旗以藍色為底，圍繞著紅色與白色邊框，正中央為美洲野牛的剪影。
在此旗幟中，紅色象徵美洲原住民以及拓荒者先烈所流的鮮血，白色象徵純潔與正直，藍色則象徵忠貞、公正與活力。